# Final Cut X
Final Cut X es un programa de edición de video no lineal desarrollado por Apple como sucesor de la suite Final Cut Studio 7. Es una herramienta popular entre el ámbito cinematográfico profesional, está disponible únicamente para el sistema operativo macOS. Esta versión se caracteriza de sus anteriores debido a que está escrita desde cero, modificando varios elementos característicos como la interfaz gráfica, añadiendo herramientas que anteriormente eran programas externos a la aplicación, así como mejoras en su rendimiento y precio.
- Datos: Q5862080